# 重迦罗

重迦罗

重迦羅，又譯戎牙路、重迦卢、重伽芦。是11世紀至12世紀時期的一個印度文化圈的王國，位於今日印度尼西亞東爪哇省一帶，首都Hujung Galuh，位於布蘭塔斯河河口的泗水附近。
宋代古籍《诸番志》称为  戎牙路
1045年，固里班國中分裂為重迦羅、諫義里二國。1136年，諫義里國王迎娶重迦羅公主，因此兩國重新合併為一國。